# Първи гвардейски пехотен полк
Първи гвардейски пехотен полк „Владо Тричков“ (известен още като първи гвардейски народоосвободителен полк) е полк, създаден за участие във Втората световна война.

## История
Създаден е 15 септември 1944 г. в София. Състои се от главно бивши партизани и гвардейци. Подчинен е на първа гвардейска пехотна дивизия. Командир на полка е партизанина Денчо Знеполски с чин полковник. Участва в сраженията при Власотинци, Сурдулица, Бояново и Куманово.